# Абе, Келси
Келси Абе (англ. Kelsie Ahbe, род. 6 июля 1991 года, Акрон, Огайо, США) — канадская прыгунья с шестом, участница летних Олимпийских игр 2016. Чемпионка Канады на открытом воздухе и в помещении 2015 года.

## Биография и карьера
Келси Абе родилась 6 июля 1991 года в Акроне, штат Огайо, США. Родители — Брэд и Сьюзи Абе. У Келси есть младшие братья Брэдли и Остин, младшая сестра Линдси. Келси училась в средней школе Грин, затем в университете Индианы.  В начале карьеры приняла решение представлять Канаду, которая является родиной её отца. В сентябре 2014 года переехала в Ноксвилл, штат Теннесси, чтобы тренироваться под руководством олимпийского чемпиона 2004 года Тимоти Мэка. В настоящее время живёт в Торонто.
В квалификации на Олимпиаде 2016 установила новый личный рекорд 4,55 м, который является вторым показателем после национального рекорда Канады, принадлежащего Алише Ньюман (4,60 м, 2016).

## Основные результаты
| Год  | Соревнования                                    | Место проведения         | Место  | Результат |
| ---- | ----------------------------------------------- | ------------------------ | ------ | --------- |
| 2010 | Чемпионат NCAA                                  | Юджин, США               | 14     | 4,10 м    |
| 2010 | Чемпионат США среди юниоров                     | Де-Мойн, США             | 2      | 4,05 м    |
| 2010 | Чемпионат мира по лёгкой атлетике среди юниоров | Монктон, Канада          | 7      | 3,95 м    |
| 2011 | Чемпионат NCAA                                  | Де-Мойн, США             | 6      | 4,30 м    |
| 2011 | Чемпионат США                                   | Юджин, США               | —      | —         |
| 2014 | Чемпионат NCAA                                  | Юджин, США               | 2      | 4,40 м    |
| 2015 | Чемпионат Канады в помещении                    | Монреаль, Канада         | 1      | 4,30 м    |
| 2015 | Чемпионат Канады                                | Эдмонтон, Канада         | 1      | 4,30 м    |
| 2015 | Панамериканские игры                            | Торонто, Канада          | 5      | 4,40 м    |
| 2015 | Чемпионат NACAC                                 | Сан-Хосе, Коста-Рика     | 2      | 4,40 м    |
| 2016 | Чемпионат Канады                                | Эдмонтон, Канада         | 3      | 4,35 м    |
| 2016 | Летние Олимпийские игры                         | Рио-де-Жанейро, Бразилия | 12     | 4,50 м    |
| 2016 | Мемориал Ван Дамме                              | Брюссель, Бельгия        | 7      | 4,32 м    |
| 2017 | Чемпионат Канады                                | Оттава, Канада           | 3      | 4,45 м    |
| 2017 | Чемпионат мира                                  | Лондон, Великобритания   | —      | NM        |
| 2019 | Чемпионат Канады                                | Монреаль, Канада         | 2      | 4,36 м    |
| 2019 | Панамериканские игры                            | Лима, Перу               | 6      | 4,35 м    |
| 2019 | Чемпионат мира                                  | Доха, Катар              | 22 (q) | 4,35 м    |